# Griffons (rugby à XV)
Dernière mise à jour : 27 février 2013.
Les Griffons sont une équipe sud-africaine de rugby à XV qui participe chaque année à la Currie Cup. Anciennement appelée Northern Orange Free State, elle joue en violet, blanc et jaune et évolue au North West Stadium de Welkom, dans l'État-Libre. Depuis mai 2006, ses joueurs sont susceptibles d’être retenus pour jouer avec les Cheetahs. Elle n’a jamais remporté la Currie Cup.

## Histoire
Les Griffons sont fondés en 1968, sous l'impulsion du président de la fédération sud-africaine, Danie Craven,.

## Palmarès
- Currie Cup First Division (2) : 2008, 2014, 2016, 2017, 2022

## Joueurs emblématiques
- Cecil Afrika